# Dorstenia holstii
Dorstenia holstii är en mullbärsväxtart som beskrevs av Adolf Engler. Dorstenia holstii ingår i släktet Dorstenia och familjen mullbärsväxter. Utöver nominatformen finns också underarten D. h. longestipulata.